# Dance, Dance
«Dance, Dance» (с англ. — «Танцуй, танцуй») — второй сингл американской рок-группы Fall Out Boy с их второго студийного альбома «From Under the Cork Tree». Он был выпущен на радио 1 ноября 2005 года. Сингл достиг девятого места в чарте Billboard Hot 100 и стал одним из хитов группы. За пределами США сингл вошел в первую десятку чартов Великобритании. Он получил множество наград, в том числе «Viewer's Choice» на MTV Video Music Awards и две премии Teen Choice Awards. Сингл был сертифицирован трижды платиновым в октябре 2014 года.
Композиция отличается своей сильной, ритмичной басовой партией, которая первоначально была написана Патриком Стампом для акустической гитары. На композицию Стампа оказала влияние песня Дэвида Боуи «Modern Love», в то время как текст был написан басистом Питом Венцем и коллегой Канье Брайсом Вонгом. В 2013 году на вопрос поклонника в Twitter, есть ли какие-либо песни или альбомы, которыми он особенно гордится, Стамп оценил «Dance, Dance» как «вероятно, лучшее, что я когда-либо делал».
Сингл звучал в нескольких видеоиграх, таких как Burnout Revenge, Juiced: Eliminator, Madden NFL 06, Rock Revolution, Guitar Hero: Warriors of Rock, Dance Dance Revolution SuperNOVA, SingStar, американской версии SingStar Rocks!, а также Karaoke Revolution Presents American Idol Encore 2 для PlayStation 3, а также Rock Band 3. Композиция также появилась в бразильской и аргентинской версиях альбома «Infinity on High», следующим после «Under the Cork Tree», 2007 года. Венц запретил детской музыкальной группе Kidz Bop, которая выпускает кавер-версии популярных хитов, включить свою версию этой композиции на их 10-й альбом из-за сексуального подтекста в тексте.

## Коммерческие показатели
В Соединенных Штатах композиция достигла девятого места в Billboard Hot 100 в январе 2006 года, став вторым подряд хитом группы в первой десятке чарта после «Sugar, We're Goin Down». Более того, композиция стала хитом, вошедшим в пятёрку лучших как на альтернативном (№ 2), так и на поп-радио (№ 5). Трек также достиг 6-го места в ныне несуществующем Pop 100. Сингл был сертифицирован Американской ассоциацией звукозаписывающих компаний (RIAA) как трижды платиновый, став вторым достигшим этого уровня в истории группы, и по состоянию на февраль 2014 года в США было продано 3 226 000 копий.
В Великобритании «Dance, Dance» достигла восьмого места в UK Singles Chart, став вторым подряд хитом Fall Out Boy в десятке лучших в Соединённом Королевстве после «Sugar, We're Goin Down». 7 августа 2020 года «Dance, Dance» был сертифицирован Британской ассоциацией производителей фонограмм (BPI) как платиновый за 600 000 продаж и скачиваний.

## Видеоклип
Режиссёром музыкального клипа выступил Алан Фергюсон.
В музыкальном видео группа выступает на школьном выпускном балу в образе ботаников. Видео начинается словами «A Little Less Sixteen Candles, a Little More "Touch Me"» — названия другого сингла с альбома «From Under the Cork Tree». Финальная сцена танца Пита — это пародия, взятая из фильма «Месть полудурков».
Съёмки музыкального видео проходили в Салезианской средней школе, которая расположена в Нью-Рошелл, пригороде Нью-Йорка. В эпизодической роли снялись Бен Йоргенсен из рок-группы Armor for Sleep и Трэви Маккой из Gym Class Heroes. Катрина Боуден, известная по роли Кери в телесериале «Студия 30», снималась в этом видео, а в 2013 году вышла замуж за Бена Йоргенсена, также участвовавшего в съёмках этого клипа.
Фотография на обороте книги, которую Энди Хёрли читает в сцене на трибуне — иллюстрация из альбома «From Under the Cork Tree». Куртку в чёрно-зеленую полоску, которую Патрик носит в клипе, можно увидеть в музыкальном видео на песню Fall Out Boy «What a Catch, Donnie».
Идейным продолжением этого видео является музыкальный клип на композицию «This Ain't a Scene, It's an Arms Race», где фанаты изображены картонными фигурами, а всё происходящее — фальшивкой. А девушка Пита со свидания в клипе «Dance, Dance» в этом видео — одна из присутствующих на его похоронах, которая целует парня, снявшегося в клипе «Sugar, We're Going Down».
Премьера видео состоялась 11 октября 2005 года, позже он транслировался в Total Request Live.

## Критика
«Dance, Dance» считается одной из лучших композиций Fall Out Boy. В 2015 году Billboard посчитал её второй из 10 величайших песен Fall Out Boy, а Kerrang в 2021 году определил композицию на первое место в своем списке 20 лучших песен Fall Out Boy. Журнал Rolling Stone поставил песню на 39-е место в своем списке 100 лучших песен 2006 года.

## Трек-лист
CD #1:
1. "Dance, Dance" – 3:00
2. ""It's Not a Side Effect of the Cocaine, I Am Thinking It Must Be Love"" – 2:11

CD #2:
1. "Dance, Dance" – 3:00
2. "A Little Less Sixteen Candles, a Little More "Touch Me"" – 2:49

7" vinyl:
1. "Dance, Dance" – 3:00
2. "Sugar, We're Goin Down" (Zane Lowe Session – London 2006) – 3:49

## Награды
| Год                    | Церемония                                     | Награда   | Результат |
| ---------------------- | --------------------------------------------- | --------- | --------- |
| 2006                   |                                               |           |           |
| MTV Video Music Awards | Viewer's Choice                               | Победа    |           |
| MTV Video Music Awards | Best Group Video                              | Номинация |           |
| MuchMusic Video Award  | People's Choice: Favorite International Group | Победа    |           |
| MuchMusic Video Award  | Best International Group                      | Номинация |           |
| Teen Choice Awards     | Rock Track                                    | Победа    |           |
| Teen Choice Awards     | Single                                        | Победа    |           |

Журнал Rolling Stone поместил сингл на 39 строчку в своем рейтинге «100 лучших песен 2006 года».

## Чарты и сертификации
| Чарт (2006)                            | Позиция |
| -------------------------------------- | ------- |
| Canada (Hot Canadian Digital Singles)  | 3       |
| Canada Rock Top 30 (Radio & Records)   | 8       |
| Ирландия (IRMA)                        | 35      |
| Шотландия (OCC Scotland)               | 7       |
| Великобритания (OCC UK Singles)        | 8       |
| США (Billboard Hot 100)                | 9       |
| США (Billboard Alternative Airplay)    | 2       |
| США (Billboard Adult Pop Airplay)      | 25      |
| США (Billboard Dance Club Songs)       | 24      |
| США (Billboard Dance/Mix Show Airplay) | 19      |
| США (Billboard Pop Airplay)            | 5       |
| US Pop 100 (Billboard)                 | 6       |

| Год (2006)                       | Позиция |
| -------------------------------- | ------- |
| US Billboard Hot 100             | 33      |
| US Alternative Songs (Billboard) | 9       |
| US Pop 100 (Billboard)           | 23      |

| Регион | Сертификация  | Продажи   |
| --- | ------------- | --------- |
| Канада (Music Canada) | Платиновый    | 80,000^   |
| Великобритания (BPI) | Платиновый    | 600 000   |
| США (RIAA) | 3× Платиновый | 3,226,000 |
| ^ Данные о тиражах приведены только на основе сертификации. · Данные о продажах + прослушиваниях приведены только на основе сертификации. |               |           |